# Sbor národní bezpečnosti
Sbor národní bezpečnosti (SNB), slowakisch Zbor národnej bezpečnosti (ZNB) (deutsch etwa Korps für die Nationale Sicherheit) war die übergeordnete Behörde für polizeiliche und geheimdienstliche Aufgaben in der Tschechoslowakei nach 1945.

## Geschichte
Im Vorfeld wurden Überlegungen über die künftige Sicherheitsstruktur der Tschechoslowakei im Rahmen der Verhandlungen über das Kaschauer Programm angestellt, das am 5. April 1945 in Kaschau angenommen wurde; bereits am 4. April hatte Präsident Beneš mit seinem Dekret 1/1945 unter anderem das Innenministerium, die zukünftige Verwaltungsbehörde, bestimmt. Die Umstrukturierung der polizeilichen Dienststellen für die Nachkriegstschechoslowakei wurde am 17. April 1945 in der Regierung Zdeněk Fierlinger I (der sogenannten „Kaschauer Regierung“) beschlossen. Im Hintergrund stand das Interesse der Kommunistischen Partei der Tschechoslowakei, frühzeitig die Sicherheitsorgane des künftigen Staates unter ihre Kontrolle zu bekommen. Die bisherige Polizei (četnictvo), die Staatspolizei wie auch Gemeindepolizei wurden aufgelöst.
Das Korps sollte unter sich alle polizeilichen wie geheimdienstlichen Teilbereiche der nationalen Sicherheit leiten:
- Veřejná bezpečnost VB (Korps für die öffentliche Sicherheit) sollte alle bisherigen polizeilichen Aufgaben einschließlich derer der Kriminalpolizei ausüben
- Státní bezpečnost StB (Staatssicherheit) sollte sowohl die innere wie die nach außen gerichtete geheimdienstliche Tätigkeit betreiben.

Die Beschäftigten, deren ideologische Überprüfung ausstand, wurden zuerst aus Angehörigen der Revolutionsgarden, Nationalmilizen, Betriebsmilizen und aus dem alten Polizeiapparat rekrutiert. Im Oktober 1945 wurde die Stärke des Apparates mit 34.396 beziffert. Besonderes Augenmerk widmete man dem Grenzgebiet, insbesondere den Sudeten. Dort war die Präsenz von Sicherheitskräften aus der Sicht der Regierung unbefriedigend, deshalb wurde Anfang des Jahres 1946 die Grenzpolizeiabteilung des SNB (Pohraniční útvary SNB) eingerichtet.
Das SNB unterstand dem Innenministerium und befand sich somit seit Anfang im Kontrollbereich des kommunistischen Innenministers Václav Nosek. In der Zeit 1950–1953 wurde die Leitung der Behörde ausgegliedert in das neu nach dem sowjetischen Muster eingerichtete Ministerium für Nationale Sicherheit, das nach kaum drei Jahren mit dem Innenministerium wieder zusammengelegt wurde. Ab 1969, nach der Ausrufung des föderativen Staates (ČSSR), wurden die Zuständigkeiten wie folgt geregelt:
- Veřejná bezpečnost VB unterstand dem tschechischen beziehungsweise slowakischen Innenministerium
- die Staatssicherheit StB unterstand dem föderalen Innenministerium

Das Korps der Nationalen Sicherheit SNB wurde 1991 aufgelöst.

## Aufarbeitung
Das Institut für das Studium totalitärer Regime ist zuständig für die Aufarbeitung der totalitären Vergangenheit und hat die Aufgabe „die verbrecherischen und verwerflichen Organisationen zu  untersuchen,  die  auf  der  Ideologie  der  Kommunistischen Partei der Tschechoslowakei gründeten und deren Aktivitäten zwischen 1948 und 1990 auf die Unterdrückung  der  Menschenrechte  und  eines  demokratischen Systems ausgerichtet waren“.